# Walther Rickelt
Walther Ludwig Ludolf Rickelt (* 19. Juli 1881 in Dortmund; † 11. Januar 1939 in Hirschberg) war ein deutscher Jurist und Politiker. Er war Oberbürgermeister von Hirschberg (1925–1934).

## Leben
Als Sohn eines Oberingenieurs geboren, studierte Rickelt nach dem Besuch des Städtischen Gymnasiums in Dortmund Rechtswissenschaften in Freiburg im Breisgau, Marburg und Kiel. Während seines Studiums wurde er 1900 Mitglied der Burschenschaft Alemannia Marburg. 1904 wurde er in Rostock zum Dr. iur. promoviert. Nach seinem Examen 1908 war er 1909 beim Amtsgericht in Dortmund, 1910 bis 1911 bei der Firma Merck Darmstadt, 1911 bis 1913 als Rechtsanwalt in Dortmund und 1913 bis 1914 im Dienst der Stadt Breslau tätig. 1918 wurde er Zweiter Bürgermeister, 1919 Erster Bürgermeister und 1925 Oberbürgermeister von Hirschberg.

## Veröffentlichungen
- Der Irrtum über den Grund der Berufung zum Erben nach gemeinem Rechte und dem Rechte des BGB. Dissertation Universität Rostock 1904.